# COVERS (高中正義のアルバム)
『COVERS』（カバーズ）は、日本のギタリストである高中正義が1995年4月8日にリリースしたカバー・アルバムである。アーティスト名義は『高中正義 featuring ポリーン・ウィルソン』となっている。

## 解説
1991年に発売された『Ballade』以来のカバー・アルバム。
一部楽曲を除き、ボーカルはハワイ出身のバンドであるシーウィンドのポリーン・ウィルソンが担当している。

## 批評
『CDジャーナル』は、「彼のギターは、やはりいつ聴いても生命力を感じさせてくれることを実感!」と批評した。

## 収録曲
| #         | タイトル                        | 作詞                           | 作曲                           | 編曲      | 時間  |
| --------- | ------------------------------- | ------------------------------ | ------------------------------ | --------- | ----- |
| 1.        | 「DAY DREAMING」                | Aretha Franklin                | Aretha Franklin                | 高中正義  | 4:48  |
| 2.        | 「NAGISA」                      | リリカ新里                     | 高中正義                       | 高中正義  | 4:52  |
| 3.        | 「PURPLE HAZE」                 |                                | Jimi Hendrix                   | 高中正義  | 4:25  |
| 4.        | 「YOU」                         | Marlena Shaw                   | Marlena Shaw                   | 高中正義  | 4:08  |
| 5.        | 「I WANT YOU (She’s So Heavy)」 | Paul McCartney & John Lennon   | Paul McCartney & John Lennon   | 高中正義  | 4:12  |
| 6.        | 「BLUE LAGOON」                 | Tom Fitzgerald                 | 高中正義                       | 高中正義  | 4:45  |
| 7.        | 「GETAWAY」                     |                                | Beloyd Taylor & Peter Cor      | 高中正義  | 4:06  |
| 8.        | 「NIGHT BIRDS」                 | Roger Odell & William Sharpe   | Roger Odell & William Sharpe   | 高中正義  | 5:40  |
| 9.        | 「READY TO FLY (Live Version)」 |                                | 高中正義                       | 高中正義  | 7:41  |
| 10.       | 「WHEN YOU WISH UPON A STAR」   | Ned Washington & Leigh Harline | Ned Washington & Leigh Harline | 高中正義  | 3:31  |
| 合計時間: | 合計時間:                       | 合計時間:                      | 合計時間:                      | 合計時間: | 48:08 |

## 楽曲解説
1. DAY DREAMING
  - アメリカのソウル歌手であるアレサ・フランクリンが1972年に発表した楽曲のカバー。
2. NAGISA
  - 高中正義が1985年に発売したシングル「渚・モデラート」のセルフカバー。1991年に発売されたカバー・アルバム『Ballade』に「Nagisa '91」のタイトルで一度セルフカバーしてるため、今作で2回目のセルフカバーである。
3. PURPLE HAZE
  - アメリカのギタリストであるジミ・ヘンドリックスが在籍していたバンドジミ・ヘンドリックス・エクスペリエンスが1967年に発表した楽曲のカバー。1996年5月29日に発売されたシングル『KOREYA!』のカップリングにも収録されている。
4. YOU
  - アメリカのジャズシンガーであるマリーナ・ショウが1975年に発売したアルバム『Who Is This Bitch, Anyway?』に収録されている楽曲のカバー。
5. I WANT YOU (She’s So Heavy)
  - イギリスのロックバンドであるビートルズが1969年に発売したアルバム『アビイ・ロード』に収録された楽曲のカバー。
6. BLUE LAGOON
  - 高中正義が1980年に発売したシングルのセルフカバー。今回のセルフカバーするにあたって、新たに歌詞が追加されている。
7. GETAWAY
  - アメリカのR&Bバンドであるアース・ウィンド・アンド・ファイアーが1976年に発表した楽曲のカバー。
8. NIGHT BIRDS
  - イギリスのフュージョンバンドであるシャカタクが1982年に発売したアルバム『ナイト・バーズ』に収録されている楽曲のカバー。
9. READY TO FLY (Live Version)
  - 高中正義が1977年に発売したアルバム『TAKANAKA』に収録されている楽曲のライブヴァージョン。
10. WHEN YOU WISH UPON A STAR
  - 1940年に公開されたディズニー映画『ピノキオ』の主題歌のカバー。1990年に発売されたミニ・アルバム『O' HOLY NIGHT』で一度カバーしてるため、今作で2回目のカバーである。

## 参加ミュージシャン
- Synthesizer & Computer Programming by 高中正義
- Guitar Technician：久保勝弘

| DAY DREAMING - Guitar：高中正義 - Vocal：Pauline Wilson - Drums：Tris Imboden - Bass：Bob Glaub - Keyboard：Jai Winding - Percussion：Kevin Ricard NAGISA - Guitar：高中正義 - Drums：Tris Imboden - Bass：Bob Glaub - Keyboard：Jai Winding - Percussion：Kevin Ricard - Rap：Bro' Benji PURPLE HAZE - Guitar：高中正義 - Drums：Tris Imboden - Bass：Bob Glaub - Keyboard：Jai Winding - Percussion：Kevin Ricard - Wah Guitar：トシ・ヤナギ YOU - Guitar：高中正義 - Vocal：Pauline Wilson - Drums：Tris Imboden - Bass：Bob Glaub - Keyboard：Jai Winding - Percussion：Kevin Ricard I WANT YOU (She’s So Heavy) - Guitar：高中正義 - Vocal：Pauline Wilson - Drums：Tris Imboden - Bass：Bob Glaub - Keyboard：Jai Winding - Percussion：Kevin Ricard | BLUE LAGOON - Guitar：高中正義 - Vocal：Pauline Wilson - Drums：Tris Imboden - Bass：Bob Glaub - Keyboard：Jai Winding - Percussion：Kevin Ricard - Rap Sample：Dani Spencer GETAWAY - Guitar：高中正義 - Vocal：Pauline Wilson - Drums：Tris Imboden - Bass：Bob Glaub - Keyboard：Jai Winding - Percussion：Kevin Ricard NIGHT BIRDS - Guitar：高中正義 - Vocal：Pauline Wilson - Drums：Tris Imboden - Bass：Bob Glaub - Keyboard：Jai Winding - Percussion：Kevin Ricard READY TO FLY (Live Version) - Guitar：高中正義 - Vocal：Pauline Wilson - Drums：Tris Imboden - Bass：Bob Glaub - Keyboard：Jai Winding - Percussion：Kevin Ricard WHEN YOU WISH UPON A STAR - Guitar：高中正義 - Vocal：Pauline Wilson |